# Windows 98
Windows 98 je Microsoftov grafički operativni sustav izdan 25. lipnja 1998., nasljednik Windowsa 95. Kao i njegov prethodnik, on je hibridni 16-bit/32-bit monolitni proizvod baziran na MS-DOSu.
Prva verzija Windowsa 98 izdana je pod brojem 4.10.1998, odnosno 4.10.1998A. Windows 98 Second Edition je izdana pod brojem 4.10.2222A, odnosno 4.10.2222B ako je instaliran sa Security CD-a iz Microsofta. Nasljednik Windowsa 98 je Windows Me.

## Windows 98 - Drugo izdanje (Second Edition)
Windows 98 Second Edition (SE) je nadogradnja Windowsa 98, izdan 5. svibnja 1999. godine. Uključuje ispravke za mnogo propusta u prvoj verziji 98-ice, poboljšanu podršku za USB, a Internet Explorer 4.0 zamijenjen je mnogo boljim i bržim Internet Explorerom 5. Uključen je i Internet Connection Sharing, koja dopušta većem broju računala povezanih u mrežu da dijele istu internetsku vezu. Ostale značajke bile su Microsoft NetMeeting 3.0 i uključena podrška za DVD-ROM uređaje. Windows 98 Second Edition nije besplatna nadogradnja Windowsa 98, već se prodaje samostalno. Ovo može izazvati probleme ako neki program traži Windows 98 SE, a korisnik ima goli Windows 98.

### Novi driverski standardi
Windows 98 je bio prvi operativni sustav koji je koristio Windows Driver Model (WDM). WDM nije bio dobro prihvaćen u doba izlaska Windows 98 i većina hardverskih tvrtki nastavila je izrađivati drivere po starom standardu, VxD. WDM standard raširio se nekoliko godina poslije, nakon izlaska Windowsa 2000 i Windowsa XP, zbog toga što oni nisu bili kompatibini sa starijim VxD standardom.

## Sistemski zahtjevi
- 486 DX2, 66 MHz ili bolji procesor
- 16MB RAM (preporučeno 24 MB)
- Barem 500 MB slobodnog prostora na tvrdom disku. Koliko će sustav zauzeti prostora ovisi o načinu instalacije i odabranim komponentama, no u obzir treba uzeti virtualnu memoriju kao i drivere, te dodatne programe. 
  - Nadogradnja s Windows 95-ice (FAT16) ili s Windowsa 3.1 (FAT): 140-400 MB (obično 205 MB).
  - Nova instalacija (FAT32): 190-305 MB (obično 210 MB).
  - BILJEŠKA: Windows 98 i Windows 98SE imaju vidljive probleme uzrokovane tvrdim diskovima čiji kapacitet prelazi 32 GB. Ovaj problem pojavljuje se zbog nekih postavki Phoenix BIOSa. Ubrzo je izdana zakrpa koja ispravlja ovaj problem.
- VGA monitor
- CD-ROM ili DVD-ROM uređaj
- Miš

## Sistemski alati
- ScanDisk - program korišten za održavanje datotečnog sustava. Postoji u dva moda, DOS modu i u GUI modu.
- Disk Defragmenter - Korišten za suzbijanje negativnosti datotečnog sustava - fragmentacije. Program skuplja fragmentira dijelove datoteka, rastavlja ih i preslaže sve datoteke u poželjnom redu, što uzrokuje brži pristup datotekama i brže podizanje sustava.
- Scanreg - korišten za vraćanje registra sustava.
- Msconfig - omogućuje zabranu programa i servisa koji nisu potrebni za rad računala. Ovaj alat mogao je povećati brzinu sustava.
- Sysedit - alat korišten za uređivanje datoteka sustava u tekstualnom prozoru.
- Regedit - ručno uređivanje registra.

## Izdanja
| Izdanje                  | Verzija   | Datum izlaska    | Internet Explorer |
| ------------------------ | --------- | ---------------- | ----------------- |
| Windows 98               | 4.10.1998 | 25. lipnja 1998. | 4.0               |
| Windows 98 Drugo izdanje | 4.10.2222 | 5. svibnja 1999. | 5.0               |

## Windows 98 danas
Iako je Microsoft prestao izdavati zakrpe za ove Windowse, oni se još nalaze u upotrebi kod korisnika sa starijim PC računalima ili kod onih koji žele koristiti programe i igre napravljene do 2005. Danas je još uvijek moguće naći maleni broj matičnih ploča i grafičkih kartica koje koriste ovaj operativni sustav tako da se može sastaviti računalo temeljeno na Core 2 Duo ili Athlon 64 X2 procesoru koje će potpuno ispravno raditi na njemu s Windowsima 98. Jedina konkretna ograničenja su maksimalna količina memorije koja treba biti ograničena na 1 GB i obvezno posjedovanje AGP grafičke kartice. "Moderne" matične ploče koje podržavaju Windows 98 SE, a nalaze se još u proizvodnji su napravljene oko čipseta Intel 865, VIA P4M800Pro i nvidia 3.

## Windows 98 modernizacija
Zadnje verzije osnovnih Windows 98 programa su:
- Internet Explorer 6.0 verzija prije kolovoza 2004.
- Mozilla Firefox 2.0 verzija od 16. travanja 2008.
- Opera 9.50 verzija od 12. lipnja 2008.
- Microsoft Installer 2.0
- Microsoft .NET Framework 2.0 verzija iz 2006.
- Windows Media Player 9.0 verzija iz 2003.
- DirectX9.0c verzija od 13 prosinca 2004.
- Open Office 2.4.1 verzija od 10. lipnja 2008.

## Vanjske poveznice
- HPC:Factor Windows 98 / 98SE Vodič o zakrpama i nadogradnjama(engl.)
- Forum na MSFN-u  Arhivirana inačica izvorne stranice od 14. travnja 2009. (Wayback Machine) sadržava poveznice do neslužbenih nadogradnji i zakrpa.(engl.)
- Dio foruma na MSFN gdje se govori o matičnim pločama koje rade s Windows 98 SE  Arhivirana inačica izvorne stranice od 11. ožujka 2021. (Wayback Machine) (engl.)
- Windows 98 - sistemski zahtjevi(engl.)
- GUIdebook: Windows 98 galerija  Arhivirana inačica izvorne stranice od 27. rujna 2010. (Wayback Machine)(engl.) - stranica posvećena prikazivanju GUI-ja raznih operativnih sustava
- Windows 98 Generic USB Mass Storage driveri(engl.) - dodaje podršku za većinu novih USB flash uređaja.